# Västermo församling
Västermo församling var en församling i Strängnäs stift och i Eskilstuna kommun i Södermanlands län. Församlingen uppgick 2002 i Västra Rekarne församling. 

## Administrativ historik
Församlingen har medeltida ursprung. Församlingen var till 2002 annexförsamling i pastoratet Öja och Västermo som 1962 utökades med Gillberga församling och Lista. Församlingen uppgick 2002 i Västra Rekarne församling.

## Kyrkor
- Västermo kyrka